# کلواری سفلی
کلواری سفلی، روستایی در دهستان فلارد بخش مرکزی شهرستان فلارد در استان چهارمحال و بختیاری ایران است. این روستا، مرکز دهستان فلارد است.

## جمعیت
بر پایه سرشماری عمومی نفوس و مسکن در سال ۱۳۹۵، جمعیت این روستا برابر با ۸۲۹ نفر (۲۱۵ خانوار) بوده‌است.